# Punição
A punição é um processo no qual reduz-se a probabilidade de determinada resposta voltar a ocorrer através da apresentação de um estímulo aversivo, ou a retirada de um estímulo positivo após a emissão de determinado comportamento indesejado numa terapia comportamental. A teoria comportamental, antes de mais nada, foi uma das primeiras teorias psicológicas a reconhecer os efeitos indesejados da punição no sentido popular do termo, e prescrever alternativas científicas para controle e manipulação de comportamentos nocivos à saúde, indesejáveis e/ou ampliar nossa capacidade de ensino-aprendizagem com a reflexão e experimentos que produziu sobre esse processo. 
Na perspectiva da terapia comportamental, a palavra "punição" está apenas vagamente relacionada ao seu uso cotidiano. Segundo Hall, a punição se refere ao procedimento de fazer seguir, a um comportamento, uma consequência que diminua sua força ou probabilidade futura de ocorrência. Assim, qualquer evento que diminua a força de um comportamento precedente é chamado de evento punitivo.

Caixa de Skinner adaptada para experimentos com reforçamento positivo e negativo.

Para Skinner (1904-1990), a punição é facilmente confundida com o "reforço negativo", e algumas vezes chamado de "controle adversativo". Os mesmos estímulos são usados e o reforço negativo pode ser definido como a punição por não agir. Porém a punição visa a remover um comportamento, ao passo que o reforçamento negativo gera comportamentos.

## Terapia de aversão
Segundo Wolpe, a terapia de aversão consiste operacionalmente em administrar um estímulo aversivo para inibir uma resposta emocional indesejável, diminuindo, assim, sua força de hábito e/ou a apresentação de, no contexto de uma resposta não desejada, um estímulo aversivo. Não se deve esquecer da observação de Skinner (2006) de que as contingências punitivas são exatamente o contrário do reforço e que, por exemplo, quando uma pessoa ameaça bater em uma criança se ela se portar mal, está apresentando um reforço negativo se a criança se portar bem para não apanhar. Ou seja, a criança "foge" da punição e, segundo esse autor, ela continua inclinada a comportar-se de forma punível, mas evita a punição fazendo alguma outra coisa, mesmo que seja o "não fazer nada", ou seja, o comportamento punido é deslocado por um comportamento incompatível, condicionado como fuga ou evitação.
Considerando-se as vantagens do reforçamento positivo e da análise de encadeamentos onde os hábitos podem ser reorganizados em função de um real controle de estímulos numa verdadeira "engenharia de comportamentos" ou construção de hábitos saudáveis, além de outros efeitos emocionais não previsíveis de associação a estímulos aversivos como o erro explorado caricaturalmente no filme e no romance de Anthony Burgess Laranja Mecânica, a terapia de aversão tem sido preterida em favor de estratégias cognitivo comportamentais.